# Fandango (luchador)
Curtis Jonathan Hussey (22 de julio de 1981) es un luchador profesional estadounidense que actualmente está firmando con Impact Wrestling bajo el nombre de Dirty Dango.
Entre sus logros, destaca el haber conseguido en dos ocasiones el Campeonato de Florida en Parejas de la FCW y ser el ganador de la cuarta temporada de NXT.

## Carrera

### Inicios
Johnny Curtis comenzó a entrenar con Killer Kowalski y debutó en 1999. Luchó para diferentes promociones independientes en el área de Nueva Inglaterra en los próximos años. Compitió en la Power Leage of Wrestling (PLW)y también contra Zack Ryder que con facilidad fue vencido Fandango .
Desde 2000 hasta 2003, tiempo durante el cual ganó el Campeonato de Nueva Inglaterra de la PLW, el cual mantuvo 364 días, desde el 19 de mayo de 2002 hasta el 18 de mayo de 2003. También compitió en la Premiere Wrestling Federation (PWF) y el 28 de octubre de 2002, se asoció con Kenn Phoenix para ganar el Campeonato del Noreste en Parejas de la PWF al derrotar a Fuzion (Mike Paiva & La Espada). Sin embargo, lo perdieron el 15 de noviembre ante Paiva & Mikaze Kid. También luchó en la National Wrestling Alliance, Total Nonstop Action Wrestling, Chaotic Wrestling y NWA Wildside.

### World Wrestling Entertainment / WWE

#### Territorios de desarrollo (2006-2010)

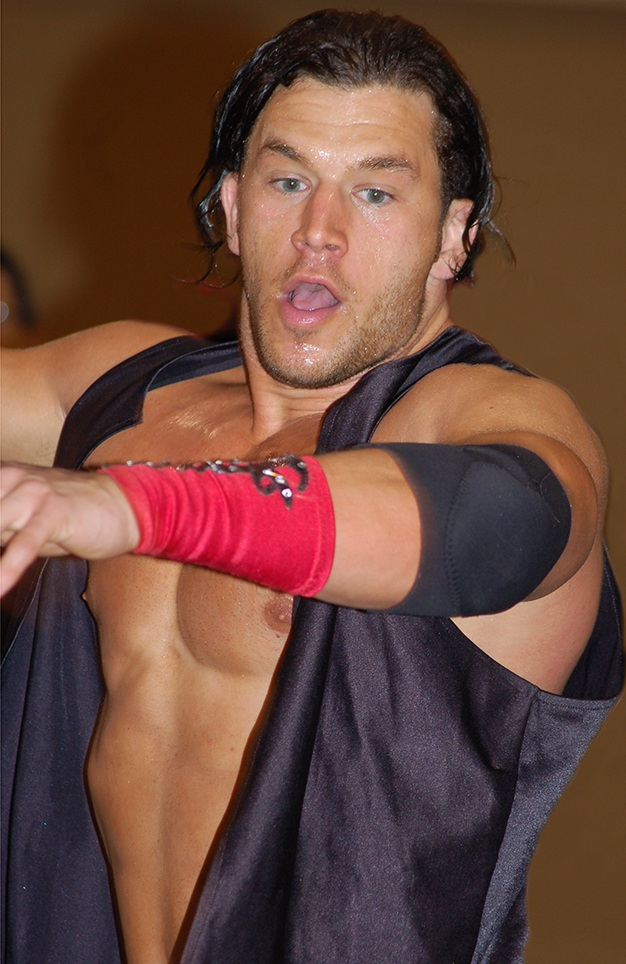
Hussey como Johnny Curtis, durante su tiempo en los territorios de desarrollo de la WWE.

En 2006, Curtis firmó un contrato con la World Wrestling Entertainment (WWE) y se le asignó posteriormente a la Deep South Wrestling (DSW), territorio de desarrollo de la WWE. Curtis hizo su debut con el territorio el 9 de noviembre, donde perdió con David Heath. Después de perder constantemente durante las próximas semanas, Curtis anotó su primera victoria en el Departamento de Bienestar Social como él y Robert Anthony derrotó a The Headliners (Shawn Shulz y Chris Thomas) el 15 de febrero de 2007. [2] Curtis continuó equipo con Anthony y después de ganar algunos partidos más, el equipo se enfrentó a los DSW Tag Team Champions el equipo Elite (Mike Knox y Derick Neikirk) en una lucha por el campeonato en 15 de marzo, pero fueron incapaces de ganar el título.Curtis se convirtió en un competidor solista de nuevo y después de perder dos luchas, ganó su última lucha en la DSW, derrotando a Frankie Coverdale el 12 de abril.
Después de que la WWE rompiera sus vínculos con la DSW, Curtis fue enviado junto a otros talentos a la recién creada Florida Championship Wrestling (FCW) en junio. El 26 de junio, Curtis hizo su debut en FCW y derrotó a Robert Anthony. Después de un éxito relativo como individual y luchador por equipos, Curtis derrotó a Chris Gray el 18 de diciembre para convertirse en el contendiente número uno por el Campeonato Sureño Peso Pesado de la FCW. El 8 de enero de 2008, luchó contra Ted DiBiase, Jr. por el campeonato, pero perdió. El 11 de diciembre de 2008, Curtis se unió a Tyler Reks para derrotar a The New Hart Foundation (DH Smith & TJ Wilson), ganando el Campeonato en Parejas de Florida de la FCW. Ambos retuvieron el título en varias ocasiones, enfrentándose a Caylen Croft & Trent Baretta, perdiendo ante ellos el título el 30 de abril de 2009, defensa en la que Curtis no participó, dejando a Reks solo.
Después de que Reks subiera al plantel principal de la WWE, Curtis cambió su nombre a Jonathan Curtis, pasando a heel. Intentó capturar el Campeonato Peso Pesado de Florida de la FCW enfrentándose a Reks el 25 de junio, pero Curtis no pudo ganar el título. El 2 de julio, Curtis luchó contra Reks y Alex Riley, pero falla de nuevo y Reks retuvo el título. Poco después, Curtis se volvió a llamar Johnny Curtis. A partir de 2010, Curtis comenzó a competir en house shows para la marca RAW, enfrentándose a luchadores como Evan Bourne o Paul Burchill. El 12 de agosto de 2010, Curtis se unió a Derrick Bateman para ganar el Campeonato en Parejas de Florida de la FCW al derrotar al Donny Marlow & Brodus Clay y los defensores del título, Los Aviadores (Hunico & Épico). Después de un reinado de casi tres meses, Curtis & Bateman perdieron el campeonato ante Wes Brisco & Xavier Woods el 4 de noviembre de 2010.

#### 2010-2011

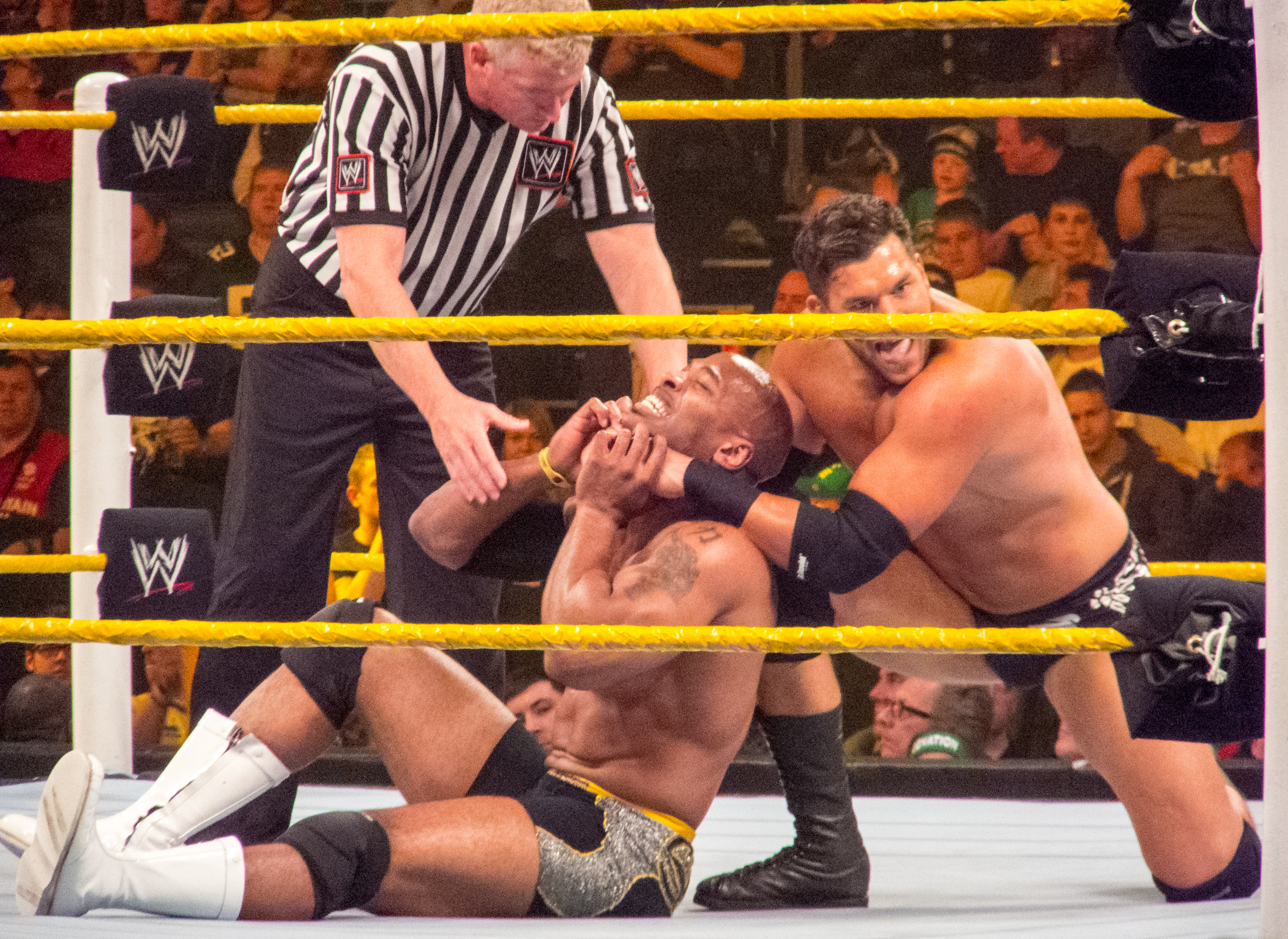
Curtis en un combate contra Percy Watson en WWE NXT.

Durante el final de la tercera temporada de NXT, se anunció que Curtis sería parte de la cuarta temporada, con R-Truth como su mentor. Debutó el 7 de diciembre en el primer episodio, derrotando a Jacob Novak. La siguiente semana, Curtis ganó la prueba de obstáculos con el mejor tiempo, ganando puntos hacia la inmunidad. Curtis sufrió su primera derrota el 21 de diciembre, cuando perdió ante Novak en una revancha después de que Dolph Ziggler interviniese. Después de ganar las dos pruebas del episodio del 28 de diciembre, Johnny resultó el luchador con más puntos de la semana, salvándose de ser eliminado. Durante el final de la temporada, a pesar de ser derrotado por Brodus Clay, Curtis consiguió un mayor recuento de puntos y fue declarado ganador de NXT. Gracias a ello, R-Truth y Curtis consiguieron una oportunidad por los Campeonatos en Parejas de la WWE.
Después de competir en varios dark matches, Curtis debutó en SmackDown el 3 de junio realizando un promo más bien extraño en el que Curtis declaraba que el combate titular con R-Truth no iba a tener lugar debido al reciente cambio de Truth a heel, y acto seguido procedió a verter leche sobre una bandeja mientras lloraba sarcásticamente y a dejarla caer al suelo, finalizando derramándose el resto de la leche sobre la cabeza, haciendo referencia al refrán de "no llorar sobre la leche derramada".
Después de semanas de promos igualmente bizarros, entre los que se hallaban uno en el que Curtis hacía una incomprensible metáfora con ketchup y mayonesa y otro en el que aparecía soplando las velas de una tarta de cumpleaños al lado de un anciano y un elefante de peluche, Johnny debutó finalmente el 12 de agosto, pero fue derrotado rápidamente por Mark Henry en 59 segundos. Este sería su único combate individual en SmackDown en todo 2011. Posteriormente, Curtis hizo su retorno a NXT el 9 de noviembre, interrumpiendo una prueba entre Titus O'Neil y Derrick Bateman, revelándose heel. Curtis comenzó a usar el gimmick de un siniestro depredador sexual, y entró en un feudo con Bateman, con quien hacía equipo, sobre la por entonces novia (kayfabe) de Derrick, Maxine, recrudeciéndose la situación cuando esta admitió haber tenido un affaire con Curtis. Johnny y ella comenzaron a flirtear, y efectivamente, Maxine rompió con Derrick para irse con Curtis poco después, cuando encontró en el iPad de Bateman un mensaje de él a Theodore Long diciendo que estaba cansado de ella.

#### 2012
El 4 de enero de 2012, Curtis y Maxine anunciaron que se casarían en dos semanas en Las Vegas, pero llegada esa fecha Bateman irrumpió para mostrar que el mensaje fue realmente enviado por Curtis, y con ello arruinando la ceremonia. A pesar de ello, Curtis manipuló a Kaitlyn para enfrentarla con Maxine por Bateman, lo que efectivamente separó de nuevo a Derrick y Maxine, pero que inesperadamente acabó uniendo a Bateman y Kaitlyn, formando un feudo en parejas contra Curtis y Maxine. Después de que William Regal fuese declarado dirigente de NXT, Curtis y Maxine (kayfabe) secuestraron a Matt Striker para dejarla a ella a solas con Regal y así poder seducirle para que la enviara al roster principal de la WWE, pero Matt fue abducido a su vez por alguien en un descuido de Johnny. Curt Hawkins & Tyler Reks resultaron ser los que tenían en su poder a Matt, y amenazaron a Maxine con incriminar a Curtis con el secuestro si ella no convencía a Regal de encontrarse con ellos para ajustar cuentas. Sin embargo, Maxine dedujo dónde se hallaba Striker y preparó la escena para que Derrick Bateman y Kaitlyn le encontrasen, poniendo la situación en contra de Hawkins y Reks. El 18 de abril, Regal confrontó a Curtis y Maxine, obligándoles a que Maxine fuera la valet de Johnny si no querían ser despedidos. Por el resto del 2012, formó un equipo regular con Michael McGillicutty. El 11 de octubre en NXT, junto a McGillicutty se enfrentaron al Team Hell No (Kane y Daniel Bryan) por los Campeonatos en Parejas, siendo derrotados. 
El 23 de octubre de 2012, debutó con un nuevo gimmick, el de un bailador de tango, en un dark match de Smackdown. El 5 de noviembre en RAW se emitió un vídeo mostrando al nuevo personaje, llamado Fandangoo,  pero el 6 de noviembre, en Smackdown , se emitió otro vídeo, cambiando el nombre a Fandango.

#### 2013

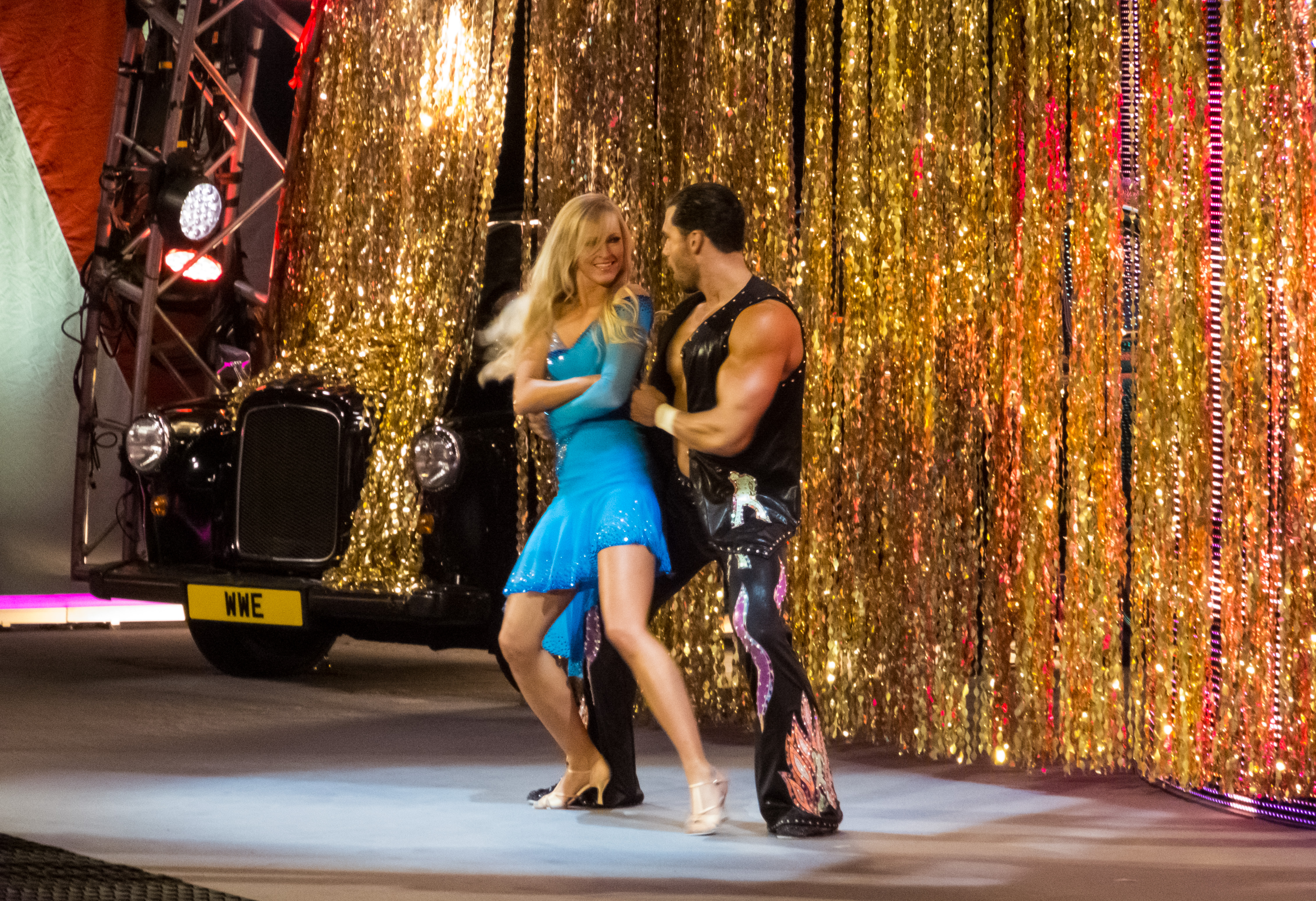
Fandango y Summer Rae.

No se llegaron a llevar a cabo los combates de Fandango ya que se quejaba de su mala pronunciación cuando los anunciadores decián su nombre negándose a luchar, poco después inició un feudo con Chris Jericho debido a que este se burló de su nombre, atacándolo por varias semanas, pactándose un combate para WrestleMania 29. En el evento, Fandango derrotó a Jericho luego de invertir sus Walls Of Jericho en un Inside Cradle. Al día siguiente, derrotó a Kofi Kingston y, a pesar de seguir siendo heel, recibió una gran ovación por parte del público, que tarareaba su canción de entrada, creando incluso un baile. Este hecho no se dio solo durante su lucha, sino que siguió a lo largo del evento. La canción se convirtió en un éxito instantáneo, comprándola masivamente en iTunes, subiéndola del número 175 al 11 en las tablas de Reino Unido, acabando la semana en el puesto 44. El 12 de abril en SmackDown, atacó de nuevo a Jericho. Esto les llevó a un segundo combate en Extreme Rules, donde Jericho fue el ganador. El 27 de mayo, derrotó al Campeón Intercontinental Wade Barrett en un combate no titular donde The Miz era el árbitro. Tras varias confrontaciones entre los tres, se pactó un combate por el título en Payback. Sin embargo, el 7 de junio sufrió una conmoción en un combate frente a Zack Ryder, siendo sacado de la cartelera y sustituido por Curtis Axel (que acabaría haciéndose con el título en ese combate). Hizo su regreso en RAW, perdiendo frente a Sheamus por Count-out. En el siguiente episodio de RAW, este fue derrotado por Randy Orton luego de un RKO.Participó en el World Heavyweight Championship Money in the Bank Ladder Match, pero no logró ganar siendo el vencedor Damien Sandow. En SummerSlam, interrumpió al anfitrión del evento The Miz, empezando un feudo y haciendo que se enfrentaran en Night of Champions, ganando Miz. En Hell in a Cell, Fandango & Summer Rae derrotaron a The Great Khali & Natalya. Posteriormente, iniciaría una racha de derrotas, la cual terminó en WWE TLC: Tables, Ladders & Chairs cuando derrotó a Dolph Ziggler. La noche siguiente, en RAW, perdió la revancha contra Ziggler. En las grabaciones de RAW el 17 de diciembre  de 2013 (emitidas el 23 de diciembre) derrotó a Ziggler en un Present on a Pole Match para convertirse en aspirante n.º 1 al Campeonato Intercontinental de Big E Langston.

#### 2014
En Royal Rumble participó en el Royal Rumble Match entrando como N.º 19 y siendo eliminado por El Torito. El 3 de febrero en Raw, él y Summer Rae comenzaron un feudo con Santino Marella y Emma. El 10 de febrero en RAW derrotó a Santino. El 3 de marzo en RAW Summer y Fandango fueron derrotados por Santino y Emma en un Mixed Tag Team Macht. En WrestleMania XXX luchó en un Battle Royal en honor a Andre The Giant, pero fue ganado por Cesaro. El 7 de abril en RAW, él y su pareja, Summer Rae, perdieron ante Santino Marella y Emma, tal resultado hizo que Fandango terminara con ella. El 11 de abril en SmackDown, fue acompañado por su nueva bailarina, Layla. El 12 de mayo en Raw, Fandango declaró su amor hacia Layla y se dieron un beso en el ring. Luego continuaron su feudo con Marella y Emma, derrotándoles el 14 de mayo en RAW. El 19 de mayo en RAW Summer Rae hizo su regreso besando a Fandango y atacando a Layla. Durante las semanas siguiente se vio involucrado en un feudo entre Layla y Summer en donde ambas peleaban por él. El 29 de junio en Money In The Bank fue árbitro especial entre la lucha de Summer Rae y Layla, en donde ganó esta última. En el 11 de julio episodio de Smackdown, Fandango perdió a Adam Rose por countout después de que Summer Rae comenzara a atacar a Layla. Más tarde en esa noche beso a Layla y Summer haciendo que ambas lo atacaran y formaran una alianza. En el Kick-Off de WWE Battleground fue derrotado por Adam Rose. Durante las siguientes semanas y el mes de agosto, Rae y Layla empezaron a acompañar a los oponentes de Fandango así como a Zack Ryder o Diego, provocando distracciones para que perdiera. 
El 23 de noviembre en Survivor Series regresó, con un nuevo estilo de baile, música y compañera, Rosa Mendes, venciendo a Justin Gabriel.

#### 2015-2016
En Royal Rumble participó en el Royal Rumble Match entrando como número 11 y siendo eliminado por Rusev. El 5 de febrero en SmackDown junto a Rosa Mendes cambiaron a face tras derrotar a Adam Rose con cual tuvo varios combates, derrotándole en todos. En WrestleMania 31 participó en el Andre The Giant Memorial Battle Royal, pero fue eliminado junto con Adam Rose. El 13 de abril luchó contra Stardust, saliendo perdedor de este combate. Luego de este, Fandango tomó un micrófono y dijo que había descubierto cual era el problema todo este tiempo, que ha estado compartiendo su baile solo con Rosa Mendes y no con todo el mundo, terminando su relación con ella. Volvió su viejo tema y revivió el Fandangoing. Tras esto, el 27 de abril en Raw fue derrotado por Adam Rose debido a una distracción de Rosa Mendes, quien se alió con este último. Durante el mes de mayo comenzó a hacer equipo con Zack Ryder enfrentándose varias veces en contra de The Wyatt Family (Luke Harper y Erick Rowan) saliendo derrotados en todos los combates. Tras esto se quedó sin storyline, luchando en Superstars y Main Event y recogiendo victorias ante luchadores como Adam Rose y Heath Slater.
Fandango volvió a Raw el 21 de marzo del 2016, en un combate de revancha de WrestleMania 29 contra Chris Jericho en un esfuerzo por perder. En WrestleMania 32 participó en el anual André the Giant Memorial Battle Royal, pero fue el primer eliminado por Big Show. El 14 de abril, en Smackdown, hizo equipo con Goldust, llamandosé GoldDango, enfrentándose a The Vaudevillains en un torneo por los contendientes #1 al WWE Tag Team Championship en sustitución de R-Truth, pero fueron derrotados. El 21 de abril, durante Smackdown, luchó contra Truth con Goldust de árbitro especial, siendo derrotado. El 12 de mayo GoldDango hizo equipo para enfrentarse a The Gorgeous Truth (R-Truth y Tyler Breeze), sin embargo durante la lucha Breeze y Fandango atacaron a sus respectivos compañeros, cambiando así a heel y aliandose con Breeze. El 16 de mayo en Raw BreezeDango (Breeze y él) derrotaron a Golden Truth (Truth y Goldust) en un combate por parejas. En el Kick-Off de Money in the Bank fueron derrotados por Golden Truth, terminando su feudo. El 19 de julio en el episodio especial de SmackDown, fue enviado a la marca del programa antes mencionado siendo promovido en el Draft, junto a Tyler Breeze. El 24 de julio en Battleground derrotaron a The Usos en un combate por equipos. En SummerSlam hicieron equipo con The Ascension & The Vaudevillains siendo derrotados por American Alpha, The Hype Bros & The Usos. El 23 de agosto en Smackdown participaron en un torneo para nombrar a los nuevos Campeonato en Parejas de SmackDown, pero fueron derrotados por American Alpha (Jason Jordan & Chad Gable). Después de un tiempo fuera, Breezango regresó en octubre, con un gimmick de policías. En Survivor Series formaron parte del Team Smackdown, en la sección de equipos, que fue derrotado por el Team Raw.

#### 2017-2021
En Elimination Chamber tuvieron una oportunidad por los Campeonatos en Parejas, pero fueron derrotados en un Tag Team Turmoil Match. En WrestleMania 33 participó en el Andre the Giant Memorial Battle Royal, pero fue eliminado por Tian Bing. El 25 de abril en Smackdown, Breeze y Fandango derrotaron a The Ascension, convirtiéndose en los retadores #1 al Campeonato en Parejas de SmackDown y cambiando ambos a face. En Backlash se enfrentaron a The Usos por los títulos, pero fueron derrotados. El 23 de mayo en Smackdown volvieron a enfrentarse a The Usos por los títulos, perdiendo de nuevo. En Money in the Bank, Breezango derrotó a The Ascension. En el kick-off de Survivor Series Tyler Breeze y Fandango fueron derrotados por Kevin Owens y Sami Zayn. En Clash of Champions fueron derrotados esta vez por The Bludgeon Brothers (Luke Harper y Erick Rowan). Tras esto tuvieron varios segmentos cómicos en el backstage de Smackdown, llamados "The Fashion Files", junto a The Ascension. 
En Fastlane Breezango hizo equipo con Tye Dillinger derrotando a Mojo Rawley, Chad Gable y Shelton Benjamin. En WrestleMania 34 participó en el Andre The Giant Memorial Battle Royal, siendo eliminado por Kane. El 16 de abril, junto a Breeze, fueron llevados a Raw debido al Superstars Shake-Up. Ese mismo día, derrotaron a Sheamus y Cesaro en su primera lucha en la marca. En Greatest Royal Rumble participó en la mayor Royal Rumble de 50 hombres, entrando como número 26 y siendo eliminado por Mojo Rawley. El 6 de julio, se reportó que sufrió una lesión en el hombro, quedando inactivo.
El 14 de junio de 2019, Tyler Breeze logró una victoria ante Jaxson Ryker, uno de los integrantes de The Forgotten Sons. Después del encuentro, el vencedor fue atacado por Steve Cutler y Wesley Blake, los demás integrantes de este equipo. Para sorpresa, Fandango apareció corriendo por la rampa y entró al ring para ayudar a Breeze a hacerle frente a los tres luchadores, haciendo así su regreso a NXT,
Como parte de una tercera ronda de despidos ejecutada por la empresa, en parte por los efectos de la Pandemia por COVID-19, fue liberado de su contrato el 25 de junio de 2021.

#### Regreso a NXT
El 4 de febrero de 2025, Curtis apareció en WWE NXT, usando su tema Fandango, interrumpiendo a Lexis King. Retó a King a una lucha la semana siguiente, por la Heritage Cup.

### Circuito independiente (2021-presente)
A partir del 15 de julio, Fandango ahora se conoce con el nombre de Dirty Dango en el circuito independiente. 
En WrestleCade SuperShow, se enfrentó a Caprice Coleman por el Campeonato Mundial de AML, sin embargo perdió.
En WrestleCon Mark Hitchcock Memorial Supershow, formando parte del Team PCO (PCO, Jimmy Wang Yang, Barry Horowitz & nZo) fueron derrotados por Team Onita (Atsushi Onita, Ricky Morton, Robert Gibson, Juice Robinson & Colt Cabana). A la noche siguiente en GCW Effy’s Big Gay Brunch 4, fue derrotado por Allie Katch. En WrestlePro Alaska 3rd Anniversary Show, se enfrentó a Deonn Rusman por el Campeonato de Oro WrestlePro, sin embargo perdió. En FWF Live 3!, se enfrentó a VSK por el Campeonato de FWF, sin embargo perdió. En WrestleCade SuperShow, fue derrotado por Carlito.
El 8 de octubre de 2023, se reunió con Tyler Breeze ahora conocido simplemente como "Breeze" para renombrarse como "Dirty Breeze" y en el evento de Next Generation Wrestling llamado NGW Nightmare In The Old City, junto a Breeze derrotaron a Matt Cross & Penta El Zero Miedo.
Ya en 2024, en ICW Homecoming 2, junto a Breeze derrotaron a Hot Stuff Enterprises (Sebastian Braun & Shayne Stetson). En GCW Effy's Big Gay Brunch 9, junto a Breeze se enfrentaron a BUSSY (Allie Katch & Effy), sin embargo perdieron.

### National Wrestling Alliance (2021-2022)
Fango debutó en Hard Times 2, saliendo al ring junto a JTG encarando a los Campeones Mundiales en Parejas de la NWA La Rebelión (Bestia 666 & Mecha Wolf).
Participó en el Torneo por la Crockett Cup, en la noche 1, derrotaron a Aron Stevens & Blue Menie en la Primera Ronda, avanzando a los cuartos de final, y más tarde esa misma noche, se enfrentaron a The Briscoe Brothers (Jay & Mark) en los cuartos de final, sin embargo perdieron.
En el Power emitido el 26 de julio, junto a JTG se enfrentaron a The Commonwealth Connection (Doug Williams & Harry Smith) por los Campeonatos Mundiales en Parejas de la NWA, sin embargo perdieron.

### Impact Wrestling (2022, 2023-presente)
Debutó en el Pre-show de Bound For Glory, se enfrentó a Brian Myers aceptando su reto abierto por el Campeonato de los Medios Digitales de Impact, sin embargo perdió. En el Before The Impact! emitido el 20 de octubre, derrotó a Johnny Swinger.
Ya en 2023, en el Impact! emitido el 19 de enero, fue derrotado por Steve Maclin.

## Vida personal
El 25 de marzo de 2022 mediante Twitter escribió:"Me alejaré del ring en un par de meses. Adiós para siempre." dando a entender su retiro de la lucha libre profesional.

## Campeonatos y logros
- Florida Championship Wrestling
  - FCW Florida Tag Team Championship (2 veces) – con Tyler Reks (1)[51] y Derrick Bateman (1)

- Northeast Championship Wrestling
  - NCW New England Championship (1 vez)[52]
  - NCW Tag Team Championship (1 vez) – con Damian Houston[52]

- Power League Wrestling
  - PLW New England Championship (1 vez)[53]

- Premier Wrestling Federation
  - PWF Northeast Tag Team Championship (1 vez) – con Kenn Phoenix[54]

- South Coast Championship Wrestling
  - SCCW Lightweight Championship (1 vez)[55]

- World Wrestling Entertainment/WWE
  - NXT Tag Team Championship (1 vez) - con Tyler Breeze
  - Ganador de NXT (cuarta temporada)

- Pro Wrestling Illustrated
  - Situado en el N.º 211 en los PWI 500 de 2012[56]